# Francesco Beguinot
Francesco Beguinot (Paliano, 1º agosto 1879 – Napoli, 2 marzo 1953) è stato un orientalista e berberista italiano.
Portato precocemente per lo studio delle lingue, già durante il ginnasio studiava per proprio conto il sanscrito. Compì gli studi universitari a Roma ed ebbe come maestro Ignazio Guidi che lo introdusse allo studio delle lingue semitiche. La sua prima pubblicazione fu la traduzione commentata della Cronaca abbreviata d'Abissinia (1901). In seguito si orientò verso gli studi berberi, divenendo in breve il maestro indiscusso di questi studi in Italia.
Fu il primo titolare della cattedra di Berbero in Italia, all'Istituto Orientale di Napoli, di cui fu direttore tra il 1917 e il 1920, dal 1925 al 1940 e ancora per breve tempo, come commissario prefettizio, negli anni 1944 e 1945.
Dal 1940 fu membro dell'Accademia Pontaniana. Morì nel 1953 per un attacco cardiaco.

## Opere
- Francesco Beguinot, La cronaca abbreviata d'Abissinia: nuova versione dall'etiopico e commento, Roma, Tip. Della Casa Edit. Italiana, 1901
- Francesco Beguinot, Il berbero nefusi di Fassato. Grammatica, Testi raccolti dalla viva voce, Vocabolarietti, Roma, I.P.O., 1932